# 燕氏家族墓地
燕氏家族墓地，位于中国甘肃省正宁县，为一个省级文物保护单位，类型为古墓葬。
燕氏家族墓地的历史年代为元代。